# Alcorcón
Alcorcón város Spanyolországban, Madrid tartományban. Alcorcón Boadilla del Monte, Fuenlabrada, Leganés, Madrid, Pozuelo de Alarcón, Móstoles, Villaviciosa de Odón és Latina községekkel határos. Lakosainak száma 173 625 fő (2024).

## Népesség
A település lakosságának változását az alábbi diagram mutatja:
| Lakosok száma | 147 787 | 156 592 | 166 553 | 167 967 | 169 308 | 170 336 | 168 141 | 170 514 | 170 296 | 173 625 |
|               | 2001    | 2004    | 2007    | 2009    | 2012    | 2014    | 2017    | 2019    | 2022    | 2024    |